# Dan Marstrand
Dan Marstrand er en dansk tv-personlighed, kendt som vinder af Robinson Ekspeditionen i 1999.

## Biografi
Dan Marstrand var ikke oprindeligt med på Robinson Ekspeditionen i 1999. Han deltog fra afsnit 6 som en joker, der den første uge skulle leve for sig selv ude på en mindre ø. Han tilsluttede sig dog resten af holdet, og blev fredet ved det første ø-råd, og det næste, da Naaem Sundo blev stemt ud og gav Dan en fredende talisman. Dan vandt senere hele konkurrencen, og eliminerede favoritterne Martin, Janne og Per.
Efter Robinson Finalen i 2001 fandt Dan sammen med Nada Bang, der også deltog i Robinson. Sammen fik de to børn, inden de gik fra hinanden igen.
I 2002 deltog han i Robinson Ekspeditionen: Det endelige opgør, men vandt ikke her. Under optagelserne måtte han evakueres grunde voldsom underernæring. I 2007 deltog han i Zulu Djævleræs 2.